# Sakkmegnyitás
 Ez a cikk a sakkjátszmák algebrai lejegyzését alkalmazza.
|    | |    |    |    |    |    |    |
|    | \| \| \| \| \| \| \| \| \| \| \| \| \| \| \| \| \| \| \| \| \| \| \| \| \| \| \| \| \| \| \| \| \| \| \| \| \| \| \| \| \| \| \| \| \| \| \| \| \| \| \| \| \| \| \| \| \| \| \| \| \| \| \| \| \| \| \| \| \| \| \| \| |    |    |    |    |    |    |
|    | |    |    |    |    |    |    |
| a8 | b8 | c8 | d8 | e8 | f8 | g8 | h8 |
| a7 | b7 | c7 | d7 | e7 | f7 | g7 | h7 |
| a6 | b6 | c6 | d6 | e6 | f6 | g6 | h6 |
| a5 | b5 | c5 | d5 | e5 | f5 | g5 | h5 |
| a4 | b4 | c4 | d4 | e4 | f4 | g4 | h4 |
| a3 | b3 | c3 | d3 | e3 | f3 | g3 | h3 |
| a2 | b2 | c2 | d2 | e2 | f2 | g2 | h2 |
| a1 | b1 | c1 | d1 | e1 | f1 | g1 | h1 |

| a8 | b8 | c8 | d8 | e8 | f8 | g8 | h8 |
| a7 | b7 | c7 | d7 | e7 | f7 | g7 | h7 |
| a6 | b6 | c6 | d6 | e6 | f6 | g6 | h6 |
| a5 | b5 | c5 | d5 | e5 | f5 | g5 | h5 |
| a4 | b4 | c4 | d4 | e4 | f4 | g4 | h4 |
| a3 | b3 | c3 | d3 | e3 | f3 | g3 | h3 |
| a2 | b2 | c2 | d2 | e2 | f2 | g2 | h2 |
| a1 | b1 | c1 | d1 | e1 | f1 | g1 | h1 |

A megnyitás a sakkban a játszma korai szakasza, egy vagy több lépéspár. Az Oxford Companion to Chess című kiadvány több, mint 1300 külön névvel jelölt megnyitást és megnyitásváltozatot sorol fel.
Amikor a megnyitás nevét a sötét játékos kialakította állásról kapja, a nevében gyakran szerepel a védelem szó (például szicíliai védelem). A megnyitások karakterük alapján nagyon különbözőek lehetnek, például a Réti-megnyitás, vagy a visszautasított vezércsel sok változata kevésbé látványos pozíciós játékhoz vezet, más megnyitások viszont – mint a lett csel vagy a kéthuszáros védelem – éles taktikai küzdelemhez.
A tankönyvi változatok egyik legismertebb rendszerezése a Sakkmegnyitások Enciklopédiája (Encyclopedia of Chess Openings vagy ECO). A tankönyvi lépéssortól való tudatos eltérést elméleti újításnak nevezik – a sakk legmagasabb szintjén az ilyen előkészített újítások fontos szerepet játszhatnak a küzdelemben.
A professzionális sakkjátékosok pályájuk kezdetén, már gyerekkorukban sok energiát, többéves munkát fektetnek a sakkmegnyitások elsajátításába. Tanulmányozásukat a csúcson maradáshoz egész pályájuk folyamán folytatniuk kell, mivel a megnyitások fejlődnek.
A sakkjátszmát világos indítja, akinek az első lépésre húszféle módja van. Ezek közül azonban csak néhány az, amelyeket általában használnak, a többit rendhagyó megnyitásként szokták besorolni.

## A megnyitások fajtái
Az ezzel foglalkozó tudományág, a megnyitáselmélet alapvetően háromfajta kezdést különböztet meg:
- Nyílt megnyitás: nyitólépése e4 e5, (például ilyen a spanyol megnyitás)
- Félig nyílt megnyitás: nyitólépése e4 (…), és az e5 helyett más lépés (…) (például c5 után a szicíliai védelem)
- Zárt megnyitás: a többi lépés 1. d4, 1. c4 vagy 1. Hf3 (például a vezércsel több változata)

Ezen megnyitások elnevezése arra utal, hogy a zárt megnyitásban gyakran zárt állás alakul ki. Azaz ellenfelek bábui jobban lezárják a lehetőségeket, és utána pozíciósabb a játék. Tipikusan például a centrumban két gyalogvonal alakul ki, amely ideiglenesen korlátozza a tisztek mozgását.

## Célok a megnyitásban
A sakkjátszma egészében mindkét játékos arra törekszik, hogy ne kapjon mattot, illetve ne veszítsen cserébe nyert előny nélkül figurákat (ami végeredményben szintén a mattba kerüléshez vezet). A megnyitás szakaszában ezen kívül egyéb elérendő célok is vannak:
1. Fejlődés: Az egyik fő cél, hogy a játékos figuráit olyan mezőkre fejlessze, ahonnan aztán optimális erővel vehetnek részt a játékban. Az alapsorok előtti sorok mezőit különböző gyalogformációkkal, illetve a tisztek alaphelyzetükből való kimozdításával szokták ellenőrzés alá vonni. A tisztek alapállásukban rendszerint passzivitásra vannak ítélve, a fejlődésben való elmaradásnak így nagy ára lehet, ha az ellenfél gyorsabban tudja saját tisztjeit aktív helyzetekbe fejleszteni. A legerősebbnek tekintett figurákat, a vezért, illetve a bástyákat a játék korai szakaszában ritkán fejlesztik középre, nehogy kisebb értékű figurák áldozatává válhassanak. A bástya fejlesztésének egyik változata a sáncolás, amely általában arra is szolgál, hogy a királyt középről jobban védhető állásba juttassa az egyik, vagy a másik szárnyon.
2. A figurák összehangolása: A figurákat nem csak fejleszteni kell, cél az is, hogy egymással a lehető legjobban együttműködve legyenek képesek előnyt elérni, támadást végrehajtani, illetve az ellenfél fenyegetéseit elhárítani.
3. A centrum ellenőrzése: A megnyitás szakasza a játszmák többségében általában a centrumért (a középponti mezők) feletti ellenőrzésért való küzdelemmel telik el. A centrumba került figurák könnyen juttathatók a tábla más részeibe, fontos mezőket ellenőrizhetnek és a centrum feletti uralom megnehezítheti az ellenfél fejlődését. A klasszikus felfogás szerint a centrumot legjobb gyalogformációval elfoglalni, a hipermodernista iskola szerint azonban célszerűbb lehet a megnyitásban centrumot távolabb elhelyezkedő figurákkal (tipikusan tisztekkel) ellenőrizni, hiszen a túl szélesre húzott gyalogfront megtámadható és szétzúzható - a gyalogcentrum csak akkor jó, ha tartható. Ez utóbbi felfogás vezet az olyan megnyitások alkalmazásához, mint például az először 1921-ben Budapesten figyelmet kivívott Aljechin-védelem.
4. A király biztonságba helyezése: Az alapállásban a tábla közepén helyet foglaló király támadható, sebezhetőségének csökkentéséről ezért már a játszma korai szakaszában legtöbbször gondoskodnak. A leggyakoribb megoldás a sáncolás (a királyszárnyon, vagy a vezérszárnyon), illetve az ehhez társuló fianchetto. Más-más játékstratégiákhoz vezet, ha a két király azonos, illetve ellenkező oldalon sáncol. A király gyakran nem a gyorsabb sánccal, hanem mezőnként vándorolva kerül valamelyik szárnyra.
5. A gyaloggyengeség elkerülése: A legtöbb megnyitás a gyaloggyengeség elkerülésére törekszik: gyenge lehet az izolált gyalog, a dupla vagy tripla (azonos vonalra került) gyalog, a hátramaradt gyalog, a gyalogsziget, vagy a gyalogok által védtelenül hagyott mező, amelyre benyomulhat az ellenfél könnyűtisztje. Egyes megnyitások a gyaloggyengeség vállalásával (és/vagy gyalogok feláldozásával) feláldozzák a végjátéki biztonságot a gyors támadás lehetőségéért. Különösen néhány sötét által alkalmazott kiegyensúlyozatlan megnyitás kínál erre alkalmat, mint a holland védelem vagy a szicíliai védelem. Más megnyitások, mint az Aljehin-védelem vagy a benoni védelem kicsalogatják az ellenfél gyalogait, arra számítva, hogy gyaloggyengeségek keletkeznek, amelyek ellen dinamikus játékkal siker érhető el.

Mindezek mellett a középjátékra jellemző tervek elemei gyakran már a megnyitásban megjelennek: gyalogáttörések előkészítése, az ellenfél gyalogszerkezetének meggyengítése, a kulcsmezők megszerzése, előnyös cserék, térelőny biztosítása stb.
A megnyitás elméleti szerepét sok sakkszakíró (például Reuben Fine: The Ideas Behind the Chess Openings) abban látja, hogy világos feladata a megnyitásban az első lépés joga jelentette előny megőrzése, sötété viszont az, hogy kiegyenlítse az állást. Mások ezzel nem értenek egyet, például a magyar Adorján András nagymester számos cikket és könyvet írt arról, hogy a statisztikák ellenére sötétnek is igen erősek az elméleti esélyei. Sok megnyitás módot ad sötétnek arra, hogy már a játék korai szakaszában előnyre tegyen szert.
|    | |    |    |    |    |    |    |
|    | \| \| \| \| \| \| \| \| \| \| \| \| \| \| \| \| \| \| \| \| \| \| \| \| \| \| \| \| \| \| \| \| \| \| \| \| \| \| \| \| \| \| \| \| \| \| \| \| \| \| \| \| \| \| \| \| \| \| \| \| \| \| \| \| \| \| \| \| \| \| \| \| |    |    |    |    |    |    |
|    | |    |    |    |    |    |    |
| a8 | b8 | c8 | d8 | e8 | f8 | g8 | h8 |
| a7 | b7 | c7 | d7 | e7 | f7 | g7 | h7 |
| a6 | b6 | c6 | d6 | e6 | f6 | g6 | h6 |
| a5 | b5 | c5 | d5 | e5 | f5 | g5 | h5 |
| a4 | b4 | c4 | d4 | e4 | f4 | g4 | h4 |
| a3 | b3 | c3 | d3 | e3 | f3 | g3 | h3 |
| a2 | b2 | c2 | d2 | e2 | f2 | g2 | h2 |
| a1 | b1 | c1 | d1 | e1 | f1 | g1 | h1 |

| a8 | b8 | c8 | d8 | e8 | f8 | g8 | h8 |
| a7 | b7 | c7 | d7 | e7 | f7 | g7 | h7 |
| a6 | b6 | c6 | d6 | e6 | f6 | g6 | h6 |
| a5 | b5 | c5 | d5 | e5 | f5 | g5 | h5 |
| a4 | b4 | c4 | d4 | e4 | f4 | g4 | h4 |
| a3 | b3 | c3 | d3 | e3 | f3 | g3 | h3 |
| a2 | b2 | c2 | d2 | e2 | f2 | g2 | h2 |
| a1 | b1 | c1 | d1 | e1 | f1 | g1 | h1 |

Jeremy Smith nemzetközi mester szerint e megnyitás célja, hogy dinamikus egyensúlytalanságokat hozzanak létre a két oldalon, amelyek meghatározzák a középjáték karakterét és a felek által választható stratégiákat. Például a francia védelem Winawer-változatában világos bástyapárját és térelőnyét kívánja felhasználni arra, hogy támadást indítson sötét királyszárnyán, sötét pedig egyszerűsítő cserékre törekszik (különösen legalább az egyik világos bástya kiiktatására), illetve ellentámadásra világos vezérszárnyán, ahol meggyengülnek a gyalogok.

## A megnyitások elnevezései
A 15. században jelentős változások történtek a sakk szabályaiban, amelyek felgyorsították a játékot és megnövelték a megnyitáselmélet fontosságát. A korai sakk-könyvek, mint Luis Ramirez de Lucena (1497), Pedro Damiano (1512) és Ruy López de Segura (1561) művei már megnyitáselemzést tartalmaznak. Ruy Lopez Damianóval vitázva például 1. e4 e5 2. Hf3 Hc6 után 3. Fb5-öt ajánlotta, és ezt a változatot róla Ruy Lopez-megnyitásnak, vagy spanyol megnyitásnak nevezték el.
A megnyitáselméletet tudományosabb igénnyel az 1840-es évektől kezdték el fejleszteni, ekkor fedeztek fel és neveztek el sok változatot. Az elnevezések módjában nem hoztak létre egységes módszertant, gyakorlatilag véletlenszerűek voltak.
A legrégebben ismert megnyitások gyakran földrajzi nevekről kapták a nevüket. Sok megnyitás kapta a nevét népekről, régiókról, mint az indiai, az Angol megnyitás, a Spanyol megnyitás, a Francia védelem, a Holland védelem, a skót játék, Orosz védelem, olasz csel, katalán megnyitás, Skandináv védelem, Szicíliai védelem megnyitások. Néha városnevek is szerepet kaptak, mint Bécsi játék, Berlini védelem, Budapesti védelem vagy Wilkes-Barre.
A későbbiekben a legelterjedtebb gyakorlattá az vált, hogy sakkozókról neveztek el megnyitásokat.